# Charles-Louis Moreau
Pour les articles homonymes, voir Moreau.
Charles Louis Moreau est un homme politique français né le 3 mars 1789 à Bar-le-Duc (Meuse) et décédé le 15 février 1872 à Nancy (Meurthe-et-Moselle).

## Biographie
Il est le fils de Jean Moreau, procureur du roi au siège de maréchaussée de Bar et bailli du marquisat de Stainville, et Louise Elisabeth Lefevre.
Avocat à Nancy en 1810, il s'oppose à la Restauration et devient membre de sociétés secrètes. Magistrat après 1830, il est président de chambre à la cour d'appel de Nancy en 1835, procureur général à Metz en 1836 puis premier président de la cour d'appel de Nancy en 1840 et conseiller à la Cour de cassation de 1849 à 1864.
Il est député de la Meurthe de 1834 à 1848, siégeant dans la majorité soutenant la monarchie de Juillet.

## Sources
- Ressources relatives à la vie publique :   - base Léonore
  - Base Sycomore
- « Dictionnaire des parlementaires français de 1789 à 1889 (Adolphe Robert, Edgar Bourloton et Gaston Cougny) », sur gallica BNF (consulté le 14 décembre 2013)